# 日立都市圏
日立都市圏（ひたちとしけん）は、茨城県日立市を中心とする都市圏である。

## 定義
一般的な都市圏の定義については都市圏を参照。

### 「10% 都市圏」（通勤圏）
- 日立市を中心市とする都市雇用圏（10% 通勤圏）の人口は36万4860人（2010年国勢調査基準）。
- 中心 DID（人口集中地区）人口は16万1803人（2010年）。

都市雇用圏（10% 通勤圏）の変遷
| 自治体 ('80) | 1980年                 | 1990年                 | 1995年                 | 2000年                 | 2005年                 | 2010年                 | 自治体 ('15) |
| ------------ | ---------------------- | ---------------------- | ---------------------- | ---------------------- | ---------------------- | ---------------------- | ------------ |
| 北茨城市     | 日立 都市圏 36万8405人 | 日立 都市圏 38万2215人 | 日立 都市圏 38万3479人 | 日立 都市圏 37万7592人 | 日立 都市圏 37万7047人 | 日立 都市圏 36万4860人 | 北茨城市     |
| 高萩市       | 日立 都市圏 36万8405人 | 日立 都市圏 38万2215人 | 日立 都市圏 38万3479人 | 日立 都市圏 37万7592人 | 日立 都市圏 37万7047人 | 日立 都市圏 36万4860人 | 高萩市       |
| 十王町       | 日立 都市圏 36万8405人 | 日立 都市圏 38万2215人 | 日立 都市圏 38万3479人 | 日立 都市圏 37万7592人 | 日立 都市圏 37万7047人 | 日立 都市圏 36万4860人 | 日立市       |
| 日立市       | 日立 都市圏 36万8405人 | 日立 都市圏 38万2215人 | 日立 都市圏 38万3479人 | 日立 都市圏 37万7592人 | 日立 都市圏 37万7047人 | 日立 都市圏 36万4860人 | 日立市       |
| 東海村       | 日立 都市圏 36万8405人 | 日立 都市圏 38万2215人 | 日立 都市圏 38万3479人 | 日立 都市圏 37万7592人 | 日立 都市圏 37万7047人 | 日立 都市圏 36万4860人 | 東海村       |
| 里美村       | -                      | 日立 都市圏 38万2215人 | 日立 都市圏 38万3479人 | 日立 都市圏 37万7592人 | 日立 都市圏 37万7047人 | 日立 都市圏 36万4860人 | 常陸太田市   |
| 水府村       | 日立 都市圏 36万8405人 | 日立 都市圏 38万2215人 | 日立 都市圏 38万3479人 | 日立 都市圏 37万7592人 | 日立 都市圏 37万7047人 | 日立 都市圏 36万4860人 | 常陸太田市   |
| 常陸太田市   | 日立 都市圏 36万8405人 | 日立 都市圏 38万2215人 | 日立 都市圏 38万3479人 | 日立 都市圏 37万7592人 | 日立 都市圏 37万7047人 | 日立 都市圏 36万4860人 | 常陸太田市   |
| 金砂郷町     | -                      | -                      | -                      | -                      | 日立 都市圏 37万7047人 | 日立 都市圏 36万4860人 | 常陸太田市   |

- 2004年11月1日：多賀郡十王町が日立市へ編入する。
- 2004年12月1日：久慈郡金砂郷町、水府村、里美村が常陸太田市へ編入する。